# Петреску, Ирина
Ири́на Петре́ску (рум. Irina Petrescu; 19 июня 1941, Бухарест, Румыния — 19 марта 2013, там же) — румынская актриса театра и кино.

## Биография
Окончила Институт им. Караджале. Ещё будучи студенткой дебютировала в кино («Волны Дуная»). Создавала образы современных женщин, отличавшихся тонким психологизмом характеров.

## Театр
- «Леонс и Лена» Георга Бюхнера — Лена
- «Anunțul la mica publicitate» Наталии Гинзбург — Елена
- «Двенадцатая ночь» Уильяма Шекспира —
- «Елизавета I» Пола Фостера[англ.] — Сесиль
- «Ферма» Дэвида Стори — Дженнифер
- «La casa nova» Карло Гольдони — Чечилия
- «Ночные судьи» Антонио Буэро Вальехо — Кристина
- «За закрытыми дверями» Жана-Поля Сартра — Инес
- «Счастливые дни» Сэмюэля Беккета — Эя
- «Dimineața pierdută» Габриэлы Адамештяну — Марго
- «Горные великаны» Луиджи Пиранделло — Милордино
- «Мизантроп» Мольера — Селимена
- «Teatrul comic» Карло Гольдони — Беатриче
- «Калигула» Альбера Камю — Цезония
- «Либертен» («Распутник») Эрика-Эмманюэля Шмитта — Домна Дидро
- «Беккет, или Честь Божья» Жана Ануй — королева-мать
- «Гамлет» Уильяма Шекспира — актриса
- «Дядя Ваня» Антона Чехова — Мария Васильевна Войницкая
- «Обломов» Ивана Гончарова — Мария Михайловна
- «Женитьба» Николая Гоголя — Арина Пантелеймоновна
- «Конец игры» Сэмюэля Беккета — Нелл
- «Безумная из Шайо» Жана Жироду — Жозефина

## Избранная фильмография
- 1959 — Волны Дуная / Valurile Dunarii — Ана (в советском прокате «Пылающая река»)
- 1961 — Не хочу жениться / Nu vreau sa ma însor —
- 1961 — Сентиментальная история / Poveste sentimentală —
- 1963 — Шаги к Луне / Paşi spre Lună —
- 1964 — Чужак / Strainul — Соня
- 1965 — Белый процесс / Procesul alb
- 1965 — Воскресенье в 6 часов / Duminica la ora 6 —
- 1965 — История моей глупости / Butaságom története — Жаклин
- 1966 — Утро благоразумного молодого человека / Diminetile unui baiat cuminte —
- 1969 — Вредный юноша / Rautaciosul adolescent — Ана (в советском прокате «Всего один месяц»)
- 1970 — Сотворение мира / Facerea lumii — Eva Filipache
- 1973 — Семь дней / Sapte zile —
- 1977 — За мостом / Dincolo de pod —
- 1978 — Сквозь прах империи / Prin cenusa imperiului — Sarboaica
- 1978 — Операция «Автобус» / Actiunea Autobuzul — Dominique Franga
- 1981 — Замок в Карпатах / Castelul din Carpati —
- 2010 — Менеджер по персоналу / The Human Resources Manager — бабушка

## Награды
- 1969 — Золотой приз за лучшую женскую роль VI Московского международного кинофестиваля («Вредный юноша»)
- 2000 — офицер ордена Звезды Румынии[2]